# Adad-dan
Adad-dan (akad. Adad-dān, w transliteracji z pisma klinowego zapisywane mdIM-KALAG-an, tłum. „Adad jest potężny”) – wysoki dostojnik (funkcja nieznana) na dworze asyryjskiego króla Adad-nirari II (911-891 p.n.e.), wzmiankowany w jednej z inskrypcji tego władcy. Zgodnie z asyryjskimi listami eponimów pełnił on w 896 r. p.n.e. urząd limmu (eponima). Za jego eponimatu Adad-nirari II poprowadzić miał szóstą wyprawę wojenną przeciw krajowi Hanigalbat, w trakcie której zdobył miasto Nasibina.